# アート・オブ・ウォー3
『アート・オブ・ウォー3』（The Art of War III: Retribution）は、2009年に製作されたアメリカ映画。

## あらすじ
国連機関の特命を受けたニール・ショーは、テロリストが絡む武器売買の現場に向かう。そこには、武器売買だげではなく大きな陰謀が隠されていた。それは国連平和サミット開催中に爆弾を仕掛けるというもの。ショーはそれを阻止すべく、新たなる戦いに挑むのであった。

## キャスト
| 役名               | 俳優                           | 日本語吹替 |
| ------------------ | ------------------------------ | ---------- |
| ニール・ショー     | アンソニー・“トレッチ”・クリス | 菅原正志   |
| ジェイソン         | ウォーレン・デローザ           | 真殿光昭   |
| スンイ             | イ・スンヒ                     | 朴璐美     |
| ベイツ国連事務総長 | ジャネット・キャロル           |            |
| ゲインズ           | ジャック・コンリー             | 諸角憲一   |
| キム               | レオ・リー                     |            |
| サマド             | ロバーク・ヘイヤー             |            |
| ジマー             | ジョン・グリノ                 |            |

## スタッフ
- 監督：ジェリー・リヴリー